# Lenca salvadoreño
El lenca salvadoreño, también conocido como potón (forma castellanizada de la palabra putum que significa ‘lengua’) y más recientemente como Sai i putum (nombre propuesto por el lingüista Alan R. King, y que significa: ‘lengua del mar’), es un idioma de la familia lingüística de las lenguas lencas que se habla en El Salvador; y del cual se han descrito dos dialectos: el de Chilanga (extinto), y el de Guatajiagua.
El lenca salvadoreño y el lenca hondureño son los únicos idiomas que conforman la familia lingüística de las lenguas lencas. Se han propuesto filiaciones con las lenguas xincas o con las lenguas misumalpas, pero sin éxito.
Según Adolfo Costenla Umaña, el lenca salvadoreño y el lenca hondureño se habrían separado hace 2295 años; tiempo en el cual se habría fundado el sitio arqueológico de Quelepa.
El último hablante competente de la lengua fue Anselmo Hernández, indígena de Chilanga fallecido en 1970, y de quién el lingüista Lyle Campbell recopiló varias palabras y frases. Más adelante, en la década de 1990, Mario Salvador Hernández, semi-hablante de la lengua en Guatajiagua, departamento de Morazán, que es considerado por los periódicos salvadoreños como último hablante de la lengua y que aprendió la lengua de su abuela, escribiría junto con Consuelo Roque una cartilla de aprendizaje titulado: Poton piau, nuestro idioma potón.Según señala el lingüista Alan R. King, en su libro de 2016 titulado Conozcamos el Lenca, una lengua de El Salvador (donde también ocupó como referencia la cartilla Potón Piau): «Hoy día nadie sabe hablar lenca, aunque ciertos individuos tienen recuerdos de —o bien han aprendido— algunos fragmentos de aquella lengua hoy perdida. Ese tipo de conocimiento parcial no se acerca ni remotamente, en ningún caso que hemos podido comprobar, a un dominio real de la lengua histórica, cuya desaparición se data a mediados del siglo veinte...».
Actualmente en El Salvador existen proyectos de rehabilitación del lenca salvadoreño para buscar su recuperación.

## Descripción lingüística

Pueblos indígenas que habitaban el territorio salvadoreño en tiempos de la conquista: 1. Nahuas, 2. Lencas, 3. Kakawiras o Cacaoperas, 4. Xincas, 5. Mayas Chortis, 6. Mayas Pokomames, 7. Chorotegas.

### Fonología
|             |             | Labial | Alveolar | Palatal  | Velar | Glotal |
| ----------- | ----------- | ------ | -------- | -------- | ----- | ------ |
| Oclusiva    | sorda       | p1     | t1       |          | k1    |        |
| Oclusiva    | sonora      | p'     | t'       |          | k'    |        |
| Africada    | Africada    |        | tz /t͡s'/ | ch /t͡ʃ'/ |       |        |
| Fricativa   | Fricativa   |        | s1       | sh /ʃ/1  |       | h      |
| Nasal       | Nasal       | m      | n        |          |       |        |
| Lateral     | Lateral     |        | l        |          |       |        |
| Rótica      | Rótica      |        | r        |          |       |        |
| Aproximante | Aproximante | w      |          | j        |       |        |

1. La consonantes oclusivas sordas y la fricativa alveolar presentan dos sonidos, que son suave y duro respectivamente. Así: en el caso de k, el sonido duro sería /k/ y el suave /g/; en p, /p/ es el duro y /b/ el suave; en t, /t/ duro y /d/ suave; en s, /s/ duro y /ds/ suave; y en sh, /sh/ duro y /zh/ suave.[2]

|         | Anterior | Posterior |
| ------- | -------- | --------- |
| Cerrada | i        | u         |
| Media   | e        | o         |
| Abierta | a        | a         |

### Diferencia dialectal
Como se dijo en un principio, se conocen dos dialectos o variantes de la lengua: el de Chilanga y el de Guatajiagua; pudiendo haber existido en el pasado otros dialectos en las demás poblaciones donde habitaban los Lencas en el actual El Salvador. Entre los dialectos de Chilanga y Guatajiagua hay similitudes pero también algunas diferencias, habiendo palabras del dialecto de Chilanga que no se encuentran en el de Guatajiagua y viceversa, y además que algunas palabras son exactamente iguales y otras completamente distintas.
El dialecto de Chilanga es conocido por los estudios de Karl Sapper (en 1895), Atilio Pecorini (en 1910) y Walter Lehmann (en 1920); sin embargo, es de mencionar que dichos estudios son defectuosos, incompletos y a veces hasta confusos, por lo que dicha información tiene que ser sometida a un análisis cuidadoso y minucioso para obtener un retrato fiable y coherente. Más adelante, en 1970, Lyle Campbell recogería algunas palabras y frases de Anselmo Hernández (el último hablante competente de la lengua y de esa población) quien para entonces tenía 90 años. En total, de dicha población se recopilaron 594 palabras.
El dialecto de Guatajiagua es conocido gracias a la cartilla de aprendizaje denominado Poton Piau, qué fue elaborado por Consuelo Roque y Mario Salvador Hernández (semi-hablante de esa población) en conjunto con la Asociación Comunal Lenca de Guatajiagua, y publicado en el año de 1999. En total dicho documento recopilaría 380 palabras.
Algunos ejemplos para comparar ambos dialectos:
| Dialecto de Chilanga | Dialecto de Guatajiagua | Traducción al español |
| -------------------- | ----------------------- | --------------------- |
| japishko             | sirá                    | abeja                 |
| wal                  | was                     | agua                  |
| pulan                | pulán                   | año                   |
| sirih                | síri                    | estrella              |
| shila                | chila                   | flor                  |
| lepa                 | lépa                    | jaguar                |
| ima                  | áma, ánam               | maíz                  |
| ta                   | tan                     | milpa                 |
| kotan, éra           | tíke                    | montaña               |
| t'ani                | itáni                   | padre                 |
| ts'imts'im           | sirá                    | pájaro                |
| wara                 | guára                   | río                   |
| tz'epe               | chépe                   | sal                   |
| yasha                | yása                    | sol                   |
| ats'uwan             | aguán                   | venado                |
| pis                  | íta, pish               | uno                   |
| pe                   | bua, pe                 | dos                   |
| lawa                 | lagua                   | tres                  |
| oso sá, sa           | ária, éria              | cuatro                |

### Préstamos lingüísticos

#### Préstamos del Náhuat
Los diferentes estudios encontraron algunas palabras que serían aparentes préstamos lingüísticos del idioma náhuat, siendo algunos de los más evidentes:
| Palabra en lenca | Original en náhuat | Traducción al español   |
| ---------------- | ------------------ | ----------------------- |
| kotan            | kojtan/kujtan      | monte/campo             |
| mistu            | mistun             | gato                    |
| shikal           | shikal             | tarro                   |
| shikit           | chikiwit           | canasta                 |
| wat              | uat                | caña de azúcar          |
| pulash           | pula               | plátano                 |
| tseje            | chekeketzin/cheje  | cheje/pájaro carpintero |

#### Préstamos de otras lenguas indígenas
Según estudio hecho por Lyle Campbell y Terrence Kaufman en 1976, el lenca salvadoreño, al igual que otras lenguas centroamericanas (lenguas mayas, xincas, paya, jicaque, etc) cuentan con préstamos provenientes del proto mixe-zoque (la lengua primordial de la familia lingüística mixe zoque) o de sus de derivadas directas (el proto mixe y el proto zoque), alguna de las cuales podrían haber sido la lengua propia de la cultura olmeca del período preclásico (1500 a. C.-200 d. C.). Así, en el caso de préstamos del proto mixe-zoque tendríamos a la palabra cacao, que en lenca salvadoreño se dice «k’akaw'», y que provendría del proto mixe-zoque «kakawa» (que después pasaría a las lenguas mayenses como «kakaw», y de ahí al lenca). En cambio, en caso del proto mixe tendríamos a la palabra ayote, en lenca «ts'iwan» que derivaría del protomixe «tsi wa». Mientras que del protozoque probablemente provendrían los términos: algodón (en lenca «ts'uwi», y en protozoque sería «tsoha») y tacuazin o tlacuache (en lenca «se-suli», y en protozoque sería «tsi»).
La palabra para maíz (que en lenca salvadoreño es «ima», «áma» o «ánam») provendría del protomaya «'e'm». Las lenguas mayenses, a su vez, tendrían una fuerte influencia en el lenca salvadoreño (luego que se separase del lenca hondureño); surgiendo con ello los fonemas /ʃ/, /h/ y /t͡ʃ'/, lo que daría más complejidad al sistema de la lengua.
Como vecinos cercanos, el cacaopera y el lenca salvadoreño han tomado algunas palabras del otro. Según Lyle Campbell, si la palabra se encuentra en las otras lenguas misumalpas (familia lingüística al que pertenece la lengua cacaopera) es porque provino originalmente del cacaopera; en cambio, si se encuentra en el lenca hondureño (y no ocurre en las demás lenguas misumalpa) es porque fue tomado del lenca; sin embargo, en algunos casos no está claro de donde provienen. El único préstamo que Campbell pudo detectar que pasó del cacaopera al lenca es la palabra horcón (en lenca «lubu» y en cacaopera «lubu»); en cambio, como préstamos que no se sabe si son propios del lenca o si vinieron del cacaopera, están las palabras: caites (que en lenca se dice «waktik», y en cacaopera «waktik») y olomina (en lenca «orum» y en cacaopera «urruní»).